# Pachycrocuta
Pachycrocuta byl rod hyen z období pozdního pliocénu a pleistocénu.

## Charakteristika rodu
Zástupci rodu Pachycrocuta žili v Eurasii a Africe přibližně před 3 až 0,4 miliony lety. Nalezené fosilie jsou převážně fragmentárního charakteru – části lebek a dlouhých kostí. Tyto hyeny žily zřejmě v malých smečkách. Jednalo se o specializované drtiče kostí s mohutnými čelistmi schopnými poradit si téměř se všemi kostmi. Na druhou stranu mohutná stavba těla dává tušit, že nešlo o tak aktivní a úspěšné lovce jako jsou současné hyeny skvrnité. Převážnou část potravy tedy tvořily mršiny, případně mladí a relativně pomalí zástupci megefauny jako například mastodonti a nosorožci. Druh Pachycrocuta brevirostris patří k nejmohutnějším zástupcům hyenovitých šelem vůbec. Průměrní jedinci měřili v kohoutku 90–100 cm a vážili okolo 110 kg. K vymizení rodu Pachycrocuta dochází asi před 400 000 lety a kryje se přibližně s vymizením některých šavlozubých koček (Machairodus, Megantereon) a zároveň s rozšířením hyeny skvrnité, která zřejmě byla flexibilnějším zvířetem.